# Hair česma
Hair česma ili hajr česma (hair - dobro, česma - tur. ozidan i uređen izvor iz kojeg voda teče kroz cijev u mlazu) je vrsta javnih voda. U Bosni i Hercegovini podizane su još od osmanskih vremena duž glavnih prometnica. Namjena je bila za putnike namjernike da se mogu odmoriti, osvježiti i napiti. Hair česme bile su vid trajnog dobra (vakufa). Običaj je bio da se na njih ukleše ime vakifa, godina izgradnje i onih "pred čiju dušu se česma podiže".